# 柳巴爾

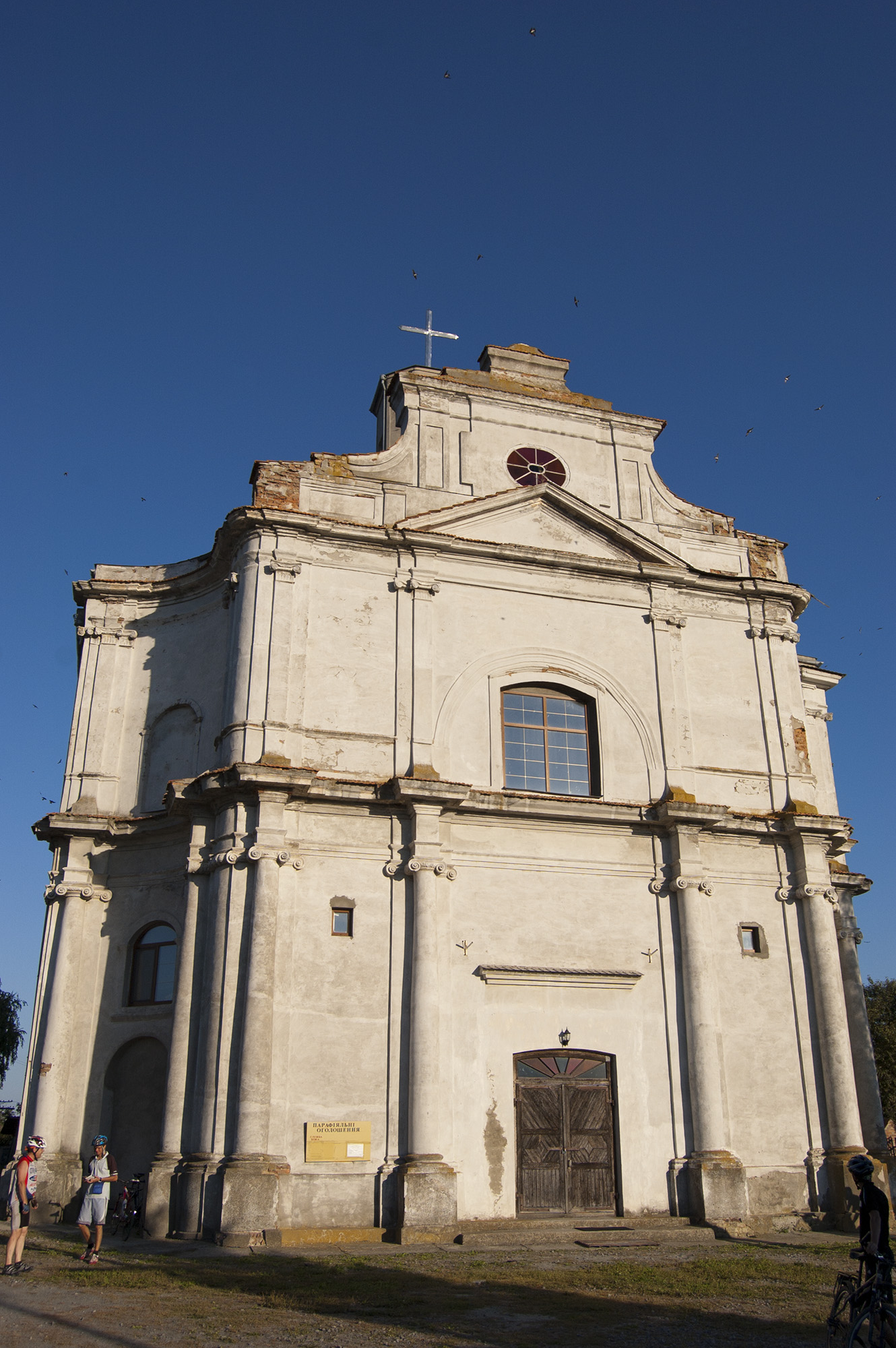

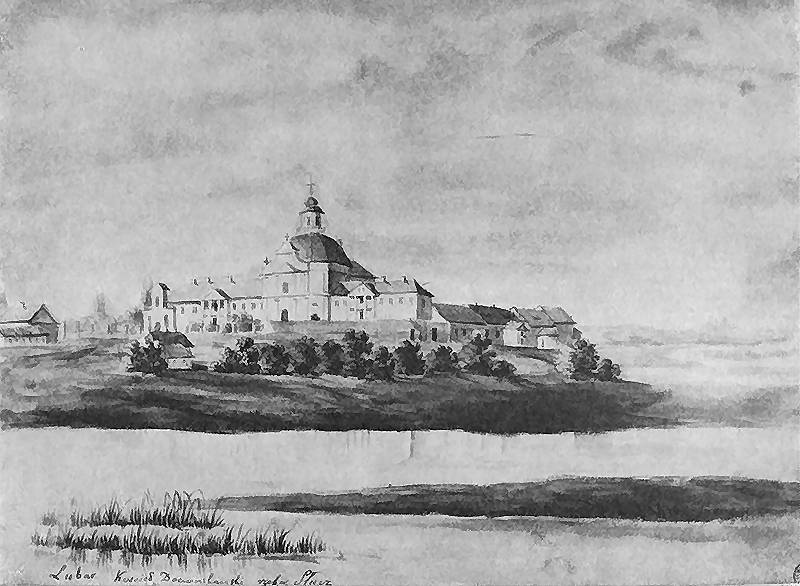

柳巴爾（烏克蘭語：Любар）是烏克蘭北部日托米爾州日托米爾區柳巴尔市镇内的市级鎮及其行政中心。處於斯盧奇河畔，始建於1350年，面積2.2平方公里，海拔高度238米，2025年人口2,000，人口密度每平方公里1,014人。